# Terra d'Otranto
(Carmelo Bene)
La Terra d'Otranto è una regione storico-geografica dell'Italia meridionale, nonché un'antica circoscrizione amministrativa, prima del Regno di Sicilia, poi del Regno di Napoli e successivamente del Regno delle due Sicilie. Divenuta parte del Regno d'Italia, fu definitivamente smembrata nel 1927.

## Il territorio

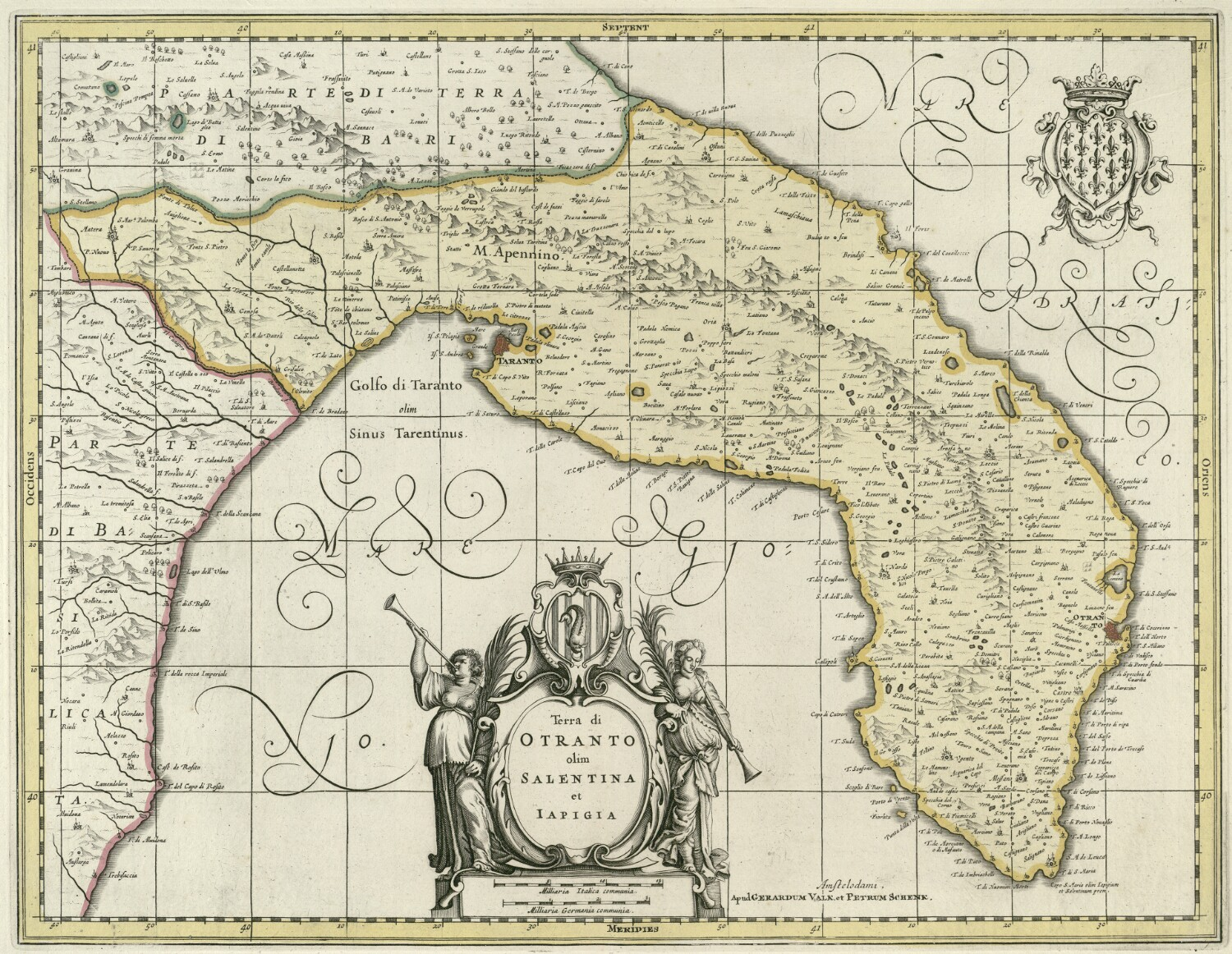
Terra d'Otranto, una mappa antica

La Terre d'Otranto corrispondeva approssimativamente all'antica Japigia. Fin dall'XI secolo, hanno formato parte integrante della Terra d'Otranto i territori delle odierne province di Lecce, Taranto e Brindisi (con l'eccezione di Fasano e Cisternino) e il territorio di Matera fino al 1663, quando questa città fu dichiarata capoluogo di Basilicata con decreto di Filippo IV di Spagna.
Le principali città erano Otranto, Taranto, la stessa Matera (fino al momento del suo distacco), Lecce, Brindisi e Gallipoli.
Dopo il 1663, la Terra d'Otranto si estendeva per circa 140 km dalla soglia messapica e la Valle d'Itria situate a nord, fino a Santa Maria di Leuca a sud, e mediamente per circa 40 km tra il golfo di Taranto a ovest e il canale d'Otranto a est. Confinava a nord con la Terra di Bari, a ovest con la Basilicata, a sud con il mar Ionio e a est con il mare Adriatico. Conteneva quindi l'intera Penisola salentina, compresa una parte notevole della Murgia dei Trulli, e il territorio delle gravine ioniche, che dall'alta Murgia declina verso il mar Ionio.

### Le diocesi
La provincia di Terra d'Otranto era divisa in 13 (15) diocesi:
- Arcidiocesi primaziale di Otranto
- Diocesi di Lecce (poi elevata ad Arcidiocesi Metropolitana)
- Arcidiocesi di Brindisi
- Arcidiocesi di Taranto
- Diocesi di Castro
- Diocesi di Alessano
- Diocesi di Ugento
- Diocesi di Gallipoli
- Abbazia territoriale di Nardò (poi trasformata in Diocesi a tutti gli effetti)
- Diocesi di Oria
- Diocesi di Ostuni
- Diocesi di Castellaneta
- Diocesi di Mottola

A cui si aggiungono:
- Arcidiocesi di Acerenza e Matera (si estendeva in parte in Basilicata ed in parte in Terra d'Otranto)
- Abbazia territoriale di Montescaglioso (fino al trasferimento alla Basilicata)
- Diocesi di Egnazia (in parte sul territorio che sarà della provincia di Terra d'Otranto, ma già scomparsa prima della fondazione della stessa)
- Diocesi di Carmiano (sul territorio che sarà della provincia di Terra d'Otranto, ma già scomparsa prima della fondazione della stessa)

## Storia

### Dal giustizierato normanno al governatorato spagnolo

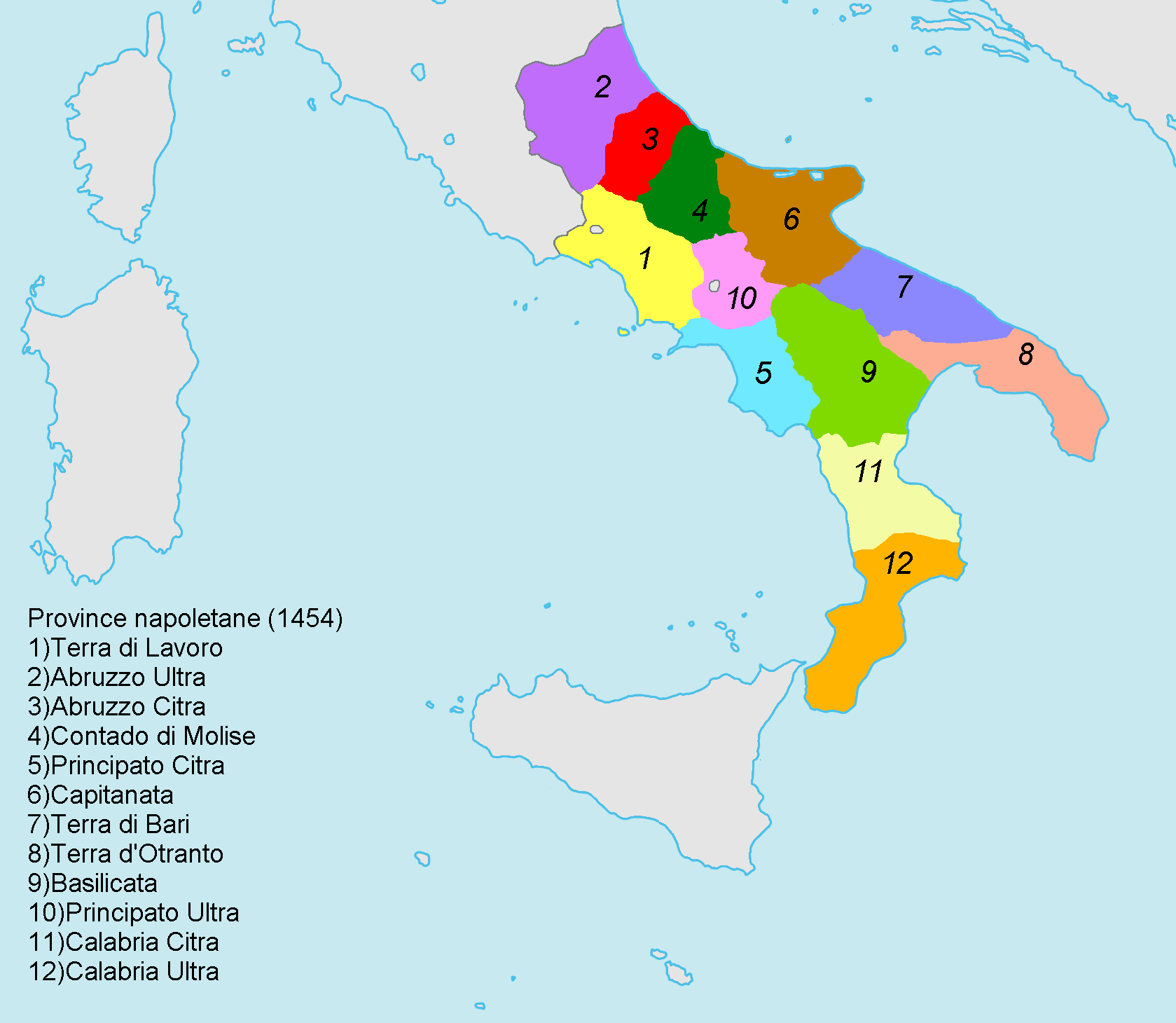
Le province napoletane nel 1454

Nel XIII secolo, Federico II, che già da tempo cercava di contenere il potere feudale a favore di quello regio, costituì il giustizierato di Puglia; quest'ultimo fu poi suddiviso (non prima del 1233) nei due giustizierati di Terra di Bari e Terra d'Otranto.
Anche se il giustizierato fu titolato a Otranto, la città del Canale non riebbe più il ruolo politico e amministrativo che aveva nel periodo bizantino, pur conservando il prestigio arcivescovile. Soprattutto nel XV e XVI secolo Lecce si affermò come indiscussa capitale politica e amministrativa non solo della Terra d'Otranto ma per alcuni periodi anche dell'intera Puglia, diventando una delle più ricche, popolose e culturalmente vive città mediterranee. 
In particolare, mentre nelle altre province del Regno gli Aragonesi istituivano le Regie Udienze Provinciali, tribunali con giurisdizione civile e criminale, con a capo un Governatore Provinciale, in Terra d'Otranto Raimondo Orsini del Balzo istituì nel 1402 a Lecce un Tribunale feudale con ampi poteri, il Concistorium Principis. Dopo la morte nel 1463 di Giovanni Antonio Orsini del Balzo, ultimo Principe di Taranto e Conte di Lecce, tornata Lecce città demaniale, Ferrante d'Aragona trasformò il Concistorum Principis in Sacro Regio Provincial Consiglio Idruntino, vi pose a capo il figlio Federico con la carica di Luogotenente Generale Provinciale e conferì ad esso autorità pari a quella del Sacro regio consiglio di Napoli, perché - come questo - fu composto da Consiglieri regi e in grado di emettere sentenze inappellabili con giurisdizione extra-provinciale, estendendosi inizialmente sull'intera Puglia e fino al 1584 sulla Terra di Bari. 
A partire dal 1503 sotto gli Spagnoli, pur mantenendo immutate composizione e giurisdizione, il tribunale inizierà ad appellarsi Sacra Regia Udienza (dove il termine sacra rimase a testimonianza dell'antica investitura aragonese) con a capo - come per le Regie Udienze delle altre province - un Governatore Provinciale (detto anche Viceré Provinciale o Preside). 

#### Luogotenenti e Governatori della Provincia
| Luogotenenti Generali d'Apulia (1463-73) | Luogotenenti Generali nelle Province di Terra d'Otranto e Terra di Bari (1473-1500) | Governatori delle Province di Terra d'Otranto e Terra di Bari (1503-1584) | Governatori della Provincia di Terra d'Otranto (1584-1805) |
| ---------------------------------------- | --- | --- | --- |
| - Federico d'Aragona (1464-1473)         | - Cesare d'Aragona (1473-1480) - Francesco de Arenis (1480-81, 1482-84) - Marino Brancaccio (1481-82, 1487-88, 1490-92) - Federico d'Aragona (1483-1487) - Camillo Pandone (1494-95) - Luigi Paladini (1495-1497) - Leonardo Prato (1499-1501) | - Antonio de Cardona (1509) - Giulio de Capua (1518-19) - Alfonso Castriota (1519-1522) - Giovanni Pignatelli (1526-27) - Gir. Battista Pignatelli (1527-28) - Pirro Castriota (1533-1536) - Scipione de Somma (1539-1542) - Ferrante Loffredo (1542-1557, 1570-72) - Diomede Carafa (1560-61) - Francesco (Cicco) Loffredo (1569-70) - Giovan Lorenzo Pappacoda (1575) - Ferdinando Caracciolo (1582) - Francesco Carafa (1583-84) | - Adriano Acquaviva d'Aragona (1602) - Antonio delli Monti (1610) - Antonio de Alarcón y Mendoza (1614) - Lorenzo Cenami (1627-28) - Geronimo Curone (1642) - Francesco Boccapianola (1647) - Lorenzo Cenami jr (1674-76) - Tommaso Ruffo (1774) |

### Dalla riforma napoleonica allo smembramento della provincia
Con la legge 132 del 2 agosto 1806 Sulla divisione ed amministrazione delle province del Regno, varata l'8 agosto di quell'anno, Giuseppe Bonaparte riformò la ripartizione territoriale del Regno di Napoli sulla base del modello francese e soppresse ciò che restava del sistema dei giustizierati. La provincia, a cui capo ero posto un intendente, era suddivisa in successivi livelli amministrativi gerarchicamente dipendenti dal precedente. Al livello immediatamente successivo alla provincia individuiamo i distretti che, a loro volta, erano suddivisi in circondari.

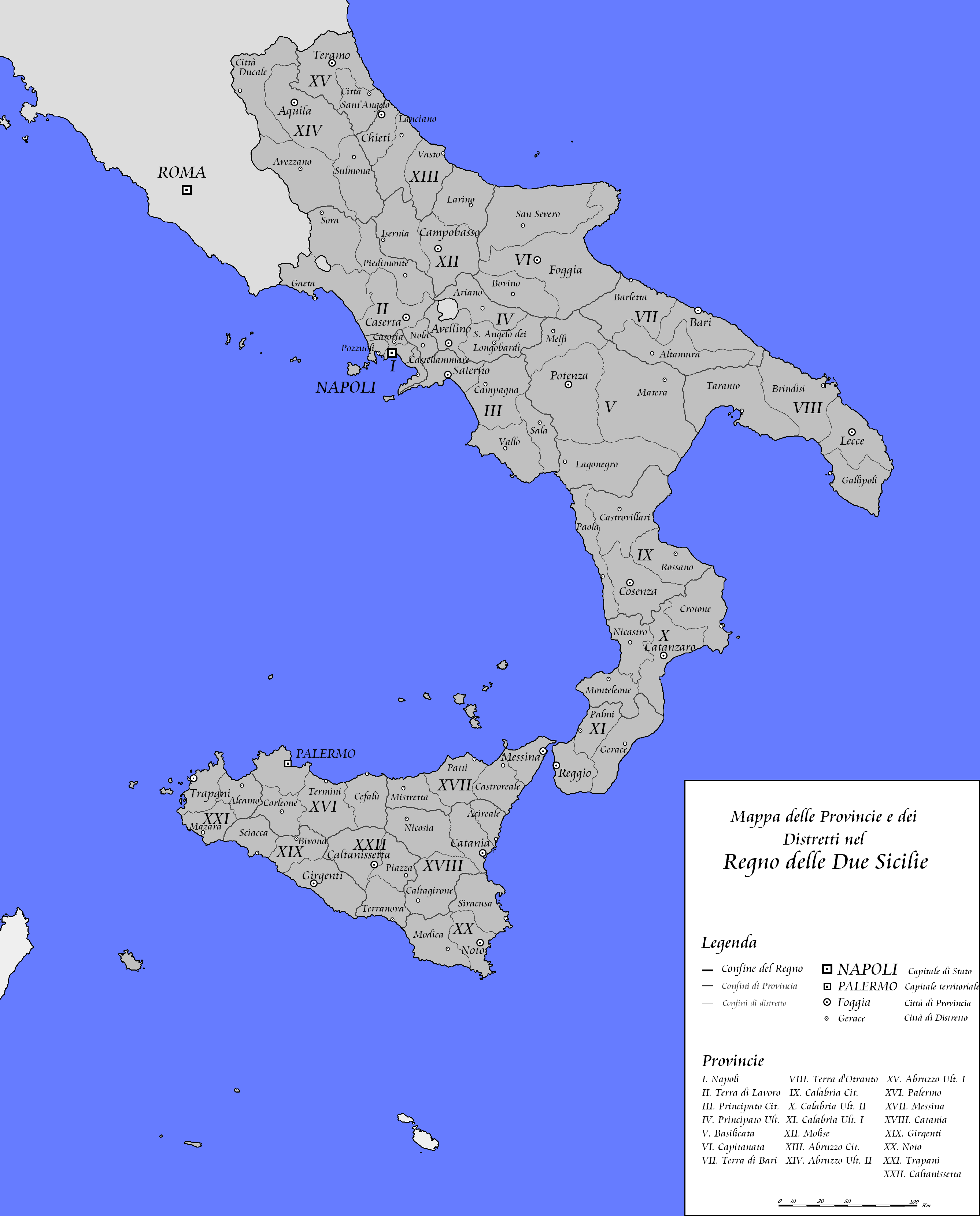
Mappa delle province e dei distretti del Regno delle Due Sicilie

Negli anni successivi (tra il 1806 ed il 1811), una serie di regi decreti completò il percorso d'istituzione delle province con la specifica dei comuni che in esse rientravano e la definizione dei limiti territoriali e delle denominazioni di distretti e circondari in cui veniva suddivisa ciascuna provincia. I circondari erano costituiti dai comuni, l'unità di base della struttura politico-amministrativa dello Stato moderno, ai quali potevano far capo i villaggi, centri a carattere prevalentemente rurale.
La provincia di Terra d'Otranto manteneva senza modifiche il suo assetto territoriale, comprendendo quattro distretti, classificati in base alle funzioni e al numero degli abitanti. Di prima categoria erano i distretti di Lecce e di Taranto, di seconda quello di Mesagne (nel 1814 rinominato in distretto di Brindisi), di terza quello di Gallipoli (costituito nel 1814, scorporando 14 circondari dal distretto di Lecce). Il numero totale dei circondari nella provincia era 44.
Dal 1º gennaio 1817, sotto il Regno delle Due Sicilie, l'organizzazione amministrativa venne definitivamente regolamentata con la Legge riguardante la circoscrizione amministrativa delle Province dei Reali Domini di qua del Faro del 1º maggio 1816. I Borboni mantennero sostanzialmente lo stesso assetto napoleonico, limitandosi ad apportare qualche variazione territoriale dei circondari, istituendo nuovi comuni e declassandone altri al rango di villaggi senza autonomia amministrativa.
La sede degli organi amministrativi era ubicata a Lecce nel palazzo dei Celestini attuale sede della prefettura.

#### Soppressione della provincia di Terra d'Otranto
Dopo l'unità d'Italia, la Provincia di Terra d'Otranto fu chiamata anche di Lecce, e il suo territorio fu diviso nei quattro circondari di Lecce, di Gallipoli, di Brindisi e di Taranto.
Nel corso del XX secolo, il territorio della storica provincia sarà smembrato con l'istituzione, nel 1923, della provincia dello Jonio e, nel 1927, della provincia di Brindisi (alla quale furono aggregati due comuni, Fasano e Cisternino, già appartenenti alla Terra di Bari).

## Stemma

Stemma

Lo stemma raffigura un delfino guizzante che ha in bocca la mezzaluna islamica, simbolo dell'Impero ottomano.
La mezzaluna fu inserita dopo la cacciata degli islamici ad opera di Alfonso d'Aragona, figlio di Ferdinando I Re di Napoli avvenuta nel 1481, un anno dopo la Battaglia di Otranto e la caduta in mano nemica.